# Sybra taiwanensis
Sybra taiwanensis är en skalbaggsart som först beskrevs av Hayashi 1974.  Sybra taiwanensis ingår i släktet Sybra och familjen långhorningar.
Artens utbredningsområde är Taiwan. Inga underarter finns listade i Catalogue of Life.